# Green Groweth the Holly
 (février 2023).
Green Groweth the Holly, également intitulé Green Grow'th the Holly, est un poème anglais du XVIe siècle et un chant de Noël écrit par le roi Henri VIII d'Angleterre,,. Le chant a été écrit comme « un chant à trois voix ».

## Chant
À l'époque médiévale, les chants avaient commencé à développer un style distinct des hymnes chrétiens ordinaires, bien qu'ils ne soient pas nécessairement exécutés uniquement à Noël[réf. nécessaire]. Le roi Henri VIII était un monarque de la Renaissance qui a été instruit dans la musique et dans plusieurs langues. Le roi a écrit Green Groweth the Holly comme sa propre version du style de chant de Noël en développement. On ne sait pas exactement quand le roi Henri a écrit le chant. En plus d'écrire les paroles, le roi a également composé la musique du chant de Noël.
En 1522, le chant fut publié dans The Henry VIII Book (manuscrit : Add MS 31922),,. Malgré sa popularité initiale sous le règne du roi Henri, alors qu'il avait été décrit comme « cette petite pièce d'Henri VIII qui fait partie de la demi-douzaine qui le marque comme le premier parolier de son âge », le chant est ensuite tombé en disgrâce et la British Library l'a décrit comme un « classique raté ». Le roi l'a peut-être écrit comme une adaptation du chant folklorique anglais The Holly and the Ivy, mais il a été soutenu que Green Groweth the Holly a précédé ce chant plus célèbre,.

## Poème
Green Groweth the Holly a également été adapté en poème. La version du poème est plus laïque et supprime les références à Dieu en elle, elle est réimaginée comme un poème d'amour sur la nature immuable du houx pendant l'hiver et la fidélité de l'amant,.